# What's New (Bill Evans)
What's New è un album in studio collaborativo dei musicisti statunitensi Bill Evans e Jeremy Steig, pubblicato nel 1969.

## Tracce
1. Straight, No Chaser (Thelonious Monk) – 5:40
2. Lover Man (Jimmy Davis, James Sherman, Roger Ramirez) – 6:19
3. What's New? (Bob Haggart, Johnny Burke) – 4:50
4. Autumn Leaves (Jacques Prévert, Joseph Kosma, Johnny Mercer) – 6:12
5. Time Out for Chris (Bill Evans) – 7:17
6. Spartacus Love Theme (Alex North) – 4:58
7. So What (Miles Davis) – 9:06

## Formazione
- Bill Evans - piano
- Jeremy Steig − flauto
- Eddie Gómez - contrabbasso
- Marty Morell - batteria